# Glashütte Hemeln

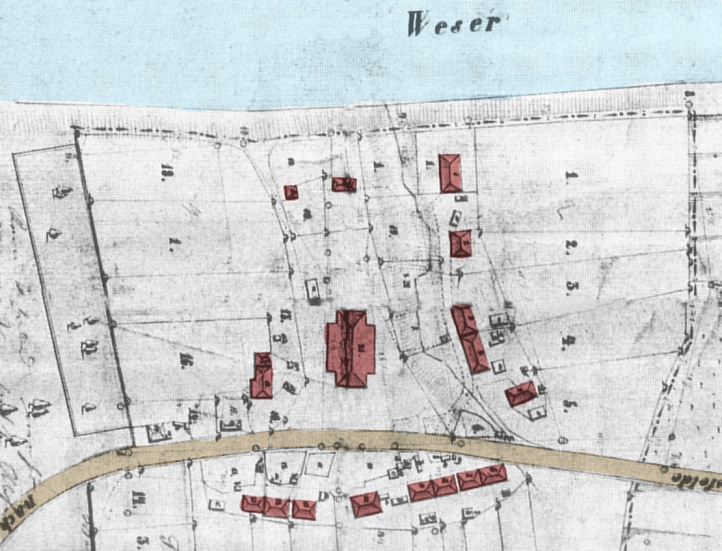
Lageplan von Glashütte, mittig das große Hüttengebäude, 1868

Die Glashütte Hemeln produzierte von 1768 bis 1829 Glas und war als planmäßig angelegte Gewerbesiedlung mit Arbeiterhäusern die Keimzelle der Siedlung Glashütte. Sie ist heute eine Ortschaft von Hemeln als Ortsteil von Hann. Münden in Niedersachsen.

## Geschichte
Die Glasmacher Johann Friedrich Kauffel und Johann Friedrich Stender beantragten 1766 die Gründung einer Glashütte. Am 31. Juli 1767 genehmigte der in London residierte König Georg III. ihr Vorhaben. In einem Vertrag wurde den Glasmachern der Bau einer Glashütte mit Unterkunftsbauten für die Beschäftigten gestattet. Weitere Vergünstigungen waren das Recht auf Graben nach Sand, verbilligter Holzbezug und teilweise Zollfreiheit. Die Hütte entstand ab 1767 am Rande des Bramwaldes im Tal der Weser unmittelbar am Fluss. Sie war eine der ersten ortsfesten Glashütten in der Region. Im Gegensatz dazu waren die meisten Glashütten im Weserbergland zu dieser Zeit noch mobile Waldglashütten. 1768 wurde der Betrieb aufgenommen. Die benötigten Rohstoffe stammten aus der Region, wie Sand von einem 3 km entfernten Berg, Salzasche aus Salinen in Sülbeck, Salzderhelden und Allendorf sowie Holz aus den umliegenden Wäldern. Ton für Glashäfen wurde aus Großalmerode und Ummeln bezogen. Hergestellt wurde vor allem Waldglas als grünes Hohlglas, Fensterglas und Weißglas. Die Produkte wurden auf dem Landweg mit Pferdefuhrwerken und vor allem per Schiff auf der Weser transportiert. Niederlassungen der Glashütte bestanden in Hameln, Nienburg/Weser, Herzberg, Göttingen und Bremen.
Das Hüttengebäude hatte die Ausmaße von etwa 30 × 20 Meter. Der Glasschmelzofen aus Sandstein verfügte über 10 Öffnungen für Glashäfen als Schmelzgefäße. Darüber hinaus gab es einen Streckofen zur Herstellung von Fensterglas und zwei Kühlöfen sowie einen Ascheofen. Zur Belegschaft der Glashütte gehörten 1770 zwei Meister, zwei Aufbläser, sechs Hohlglasbläser, ein Kistenmacher, zwei Holzhauer, zwei Knechte und zwei Frauen für den Hafenton. Die Beschäftigten wohnten in sechs Wohnhäusern. Nach der Betriebseinstellung 1829 verblieben die Bewohner in der Siedlung und bestritten ihren Lebensunterhalt als Tagelöhner in der Forst sowie beim Kloster Bursfelde. 1845 kam es zu einer erneuten Inbetriebnahme der Glashütte, die zwei Jahre andauerte. 1847 lebten in der Siedlung rund 70 Personen.